# جيري ماكلهيني
جيري ماكلهيني (بالإنجليزية: Gerry McElhinney)‏ هو لاعب كرة القدم الغالية ولاعب كرة قدم بريطاني في مركز الدفاع، ولد في 19 سبتمبر 1956 في ديري في المملكة المتحدة. شارك مع منتخب أيرلندا الشمالية لكرة القدم. أما مع النوادي، فقد لعب مع بولتون واندررز وديري سيتي وليسبورن ديستليري ونادي بليموث أرجايل ونادي بيتربورو يونايتد ونادي روتشديل ونادي سلتيك ونادي فين هاربز.

## وصلات خارجية
- جيري ماكلهيني على موقع قاعدة بيانات كرة القدم.إي يو (الإنجليزية)
- جيري ماكلهيني على موقع ناشيونال فوتبول تيمز (الإنجليزية)